# I-S-T 2000R
I-S-T 2000R (Intelligenz-Struktur-Test 2000R) ist ein mehrdimensionaler Intelligenztest von Liepmann, Beauducel, Brocke und Amthauer, der 2007 in zweiter Auflage erschien. Er ging aus dem von Rudolf Amthauer entwickelten IST (1960er Jahre), dem IST-70 (seit 1973) und dem IST-2000 (seit 1999) hervor.
Neben der Berufs-Eignungs-Diagnostik wird der Test auch im klinischen Bereich verwendet, um mögliche Defizite von Patienten feststellen zu können, vor allem, um den Vergleich von vulnerablen und nicht-vulnerablen Leistungen zu machen. Unter vulnerablen Leistungen für klinische Störungen zählt man zahlengebundenes Denken und logisches Denken, zu den nicht-vulnerablen Leistungen gehört das sprachgebundene Denken. Sind vulnerable Leistungen schlechter als die nicht-vulnerablen, dann liegt eine formale Denkstörung vor. Man kann davon ausgehen, dass der Patient durch seine (z. B. psychische) Erkrankung sehr beeinträchtigt ist.

## Konzept I-S-T 2000R
Das Grundmodul besteht aus neun Aufgabengruppen zur Erfassung von verbaler, numerischer und figural-räumlicher Intelligenz sowie je einer Aufgabengruppe zur Erfassung der verbalen und figuralen Merkfähigkeit. In der Grundmodul-Kurzform sind die zwei Aufgabengruppen zur Erfassung der Merkfähigkeit nicht enthalten. Der I-S-T 2000 R ist ferner um einen allgemeinen Wissenstest erweitert worden. Durch den modularen Aufbau können die einzelnen Module in Abhängigkeit von inhaltlichen und ökonomischen Anforderungen optional verwendet werden.
| Modul                           | Aufgabengruppe         | Bearbeitungszeit in Min.              | Kennwerte                         | Kennwerte                     | Kennwerte |
| ------------------------------- | ---------------------- | ------------------------------------- | --------------------------------- | ----------------------------- | --------- |
| Grundmodul-Kurzform             | Satzergänzung (SE)     | 6                                     | verbale Intelligenz (V)           | Schlussfolgerndes Denken (SD) |           |
| Grundmodul-Kurzform             | Analogien (AN)         | 7                                     | verbale Intelligenz (V)           | Schlussfolgerndes Denken (SD) |           |
| Grundmodul-Kurzform             | Gemeinsamkeiten (GE)   | 8                                     | verbale Intelligenz (V)           | Schlussfolgerndes Denken (SD) |           |
| Grundmodul-Kurzform             | Rechenaufgaben (RE)    | 10                                    | numerische Intelligenz (N)        | Schlussfolgerndes Denken (SD) |           |
| Grundmodul-Kurzform             | Zahlenreihen (ZR)      | 10                                    | numerische Intelligenz (N)        | Schlussfolgerndes Denken (SD) |           |
| Grundmodul-Kurzform             | Rechenzeichen (RZ)     | 10                                    | numerische Intelligenz (N)        | Schlussfolgerndes Denken (SD) |           |
| Grundmodul-Kurzform             | Figurenauswahl (FA)    | 7                                     | figural-räumliche Intelligenz (F) | Schlussfolgerndes Denken (SD) |           |
| Grundmodul-Kurzform             | Würfelaufgaben (WÜ)    | 9                                     | figural-räumliche Intelligenz (F) | Schlussfolgerndes Denken (SD) |           |
| Grundmodul-Kurzform             | Matrizen (MA)          | 10                                    | figural-räumliche Intelligenz (F) | Schlussfolgerndes Denken (SD) |           |
| Merkaufgaben                    | Merkaufgaben (verbal)  | 1 Min. Einprägen/ 2 Min. Reproduktion | Merkfähigkeit (verbal)            | Merkfähigkeit gesamt (ME)     |           |
| Merkaufgaben                    | Merkaufgaben (figural) | 1 Min. Einprägen/ 3 Min. Reproduktion | Merkfähigkeit (figural)           | Merkfähigkeit gesamt (ME)     |           |
| Erweiterungsmodul „Wissenstest“ | Wissenstest            | 40                                    | verbales Wissen (VW)              | Wissen gesamt (W)             |           |
| Erweiterungsmodul „Wissenstest“ | Wissenstest            | 40                                    | numerisches Wissen (NW)           | Wissen gesamt (W)             |           |
| Erweiterungsmodul „Wissenstest“ | Wissenstest            | 40                                    | figurales Wissen (FW)             | Wissen gesamt (W)             |           |

Der Intelligenztest kann durch sein theoretisch fundiertes und empirisch begründetes Strukturkonzept die oben genannten Fähigkeiten, sowie als Erweiterung, die fluide und kristalline Intelligenz (Generalfaktoren) erfassen. Zur Berechnung des Generalfaktors für fluide Intelligenz (gf), d. h. schlussfolgerndes Denken und des Generalfaktors für kristalline Intelligenz (gc), d. h. Wissen werden die einzelnen Rohwerte der Aufgabengruppen mit einer Konstante (Gewichten) multipliziert und aufsummiert (gewichteter Summenwert). Die Merkaufgaben gehen nicht in die Berechnung dieses gewichteten Summenwerts ein. Aufgrund der Kulturabhängigkeit der Fragen im Wissenstest eignet sich das Erweiterungsmodul nicht zur Wissenserfassung von Personen, die nicht in Deutschland leben oder aufgewachsen sind.

## Parallelformen, Gruppen- und Computertestung
Es sind die Parallelformen A und B vorhanden, bei denen dieselben Fragen je Subtest lediglich in vertauschter Reihenfolge präsentiert werden, um Abschreiben zu verhindern. Um Lerneffekte durch eine Wiederholungsmessung (Retest) zu verhindern liegt außerdem die Form C vor, die inhaltlich andere Fragen mit ähnlicher Schwierigkeit enthält. Eine Gruppentestung ist somit möglich, da der Test auch keinerlei Gerätetests enthält, sondern lediglich aus Papier- und Bleistifttests besteht. Ferner existiert auch eine Computerversion des Tests.

## Geschichte
1953 erschien erstmals der Intelligenzstrukturtest (I-S-T) von Rudolf Amthauer, der unter der wissenschaftlichen Leitung von Kurt Wilde arbeitete, als erstes psychologisches Testverfahren des Hogrefe Verlages Göttingen.
1970 wurde von Amthauer eine Revision IST-70 veröffentlicht, welche für die Altersgruppe zwischen 12 und 60 Jahren entwickelt wurde. Anhand dieses Verfahrens wurde das Intelligenzniveau und die Intelligenzstruktur eines Teilnehmers ermittelt, welches als Ergebnis die Allgemeine Intelligenz repräsentieren soll. Der Test ist in neun Aufgabengruppen (Urteilsbildung, Erfassen von sprachlichen Bedeutungsgehalten, Kombinationsfähigkeit, sprachliche Abstraktionsfähigkeit, Merkfähigkeit, praktisch-rechnerisches Denken, theoretisch-rechnerisches Denken, Vorstellungsfähigkeit, räumliches Vorstellungsvermögen) unterteilt. Die letzte Normierung erfolgte 1996 in Deutschland.
Im Jahr 2000 erschien der IST-2000, der 2007 als IST-2000R in einer revidierten Fassung (2. erweiterte und überarbeitete Fassunge) zur Verfügung steht.

## Bearbeitung
Die Bearbeitungszeiten des I-S-T 2000R (Instruktionen, Bearbeitung und Pausen) betragen je nach Modulen zwischen 77 Minuten (Grundmodul) und 130 Minuten einschließlich Wissenstest. Der Intelligenztest ist konzipiert für Jugendliche und Erwachsene zwischen 15 und 60 Jahren (I-S-T 2000R), beziehungsweise zwischen 15 und 25 Jahren (I-S-T 2000).

## Normierung
Für alle Subskalen sowie die Gesamtskalen liegen getrennte Normen für folgende Bereiche vor:
- getrennt für Gymnasiasten/Nicht-Gymnasiasten, sowie eine Gesamtnorm
- getrennt für Alterskohorten
- keine Trennung nach Geschlecht erforderlich